# Mapex

Il logo precedente della Mapex

Mapex è un marchio sotto il quale vengono prodotte batterie e percussioni. È di proprietà dell'azienda taiwanese KHS Musical Instruments, fondata nel 1930. Attiva dal 1989, è riuscita a guadagnarsi un posto di rispetto nel mercato delle percussioni e presenta una lista di endorser famosi. Tra i modelli offerti dalla casa sono da citare Orion, Saturn, Meridian Maple e Meridian Birch. Da menzionare inoltre la linea di rullanti Black Panther prodotta dalla stessa casa. La Mapex è caratterizzata dal fatto che l'intera fabbricazione dei suoi strumenti è eseguita in Cina.
Il modello di punta della casa è la Orion. Inizialmente era costruita sia in legno d'acero che in legno di betulla. I tiranti, anche se resistenti, erano soggetti a possibili rotture perché oltre ad essere a tutto fusto avevano la parte centrale che non toccava il fusto. Attualmente i kit Orion sono costruiti con legno d'acero nordamericano. Le prime Orion costruite in legno di betulla sono molto rare da reperire sul mercato e, anche se oggi non molto ricercate, sono oggetto di collezionismo.
Il modello immediatamente successivo alla Orion è la Saturn, particolare per l'abbinamento del legno d'acero a quello di noce. 

## Artisti Mapex del passato e del presente
- Chris Adler (Lamb of God)
- Carmine Appice (Vanilla Fudge, Rod Stewart, King Kobra)
- Luca Bergia (Marlene Kuntz)
- Gregg Bissonette (David Lee Roth, Steve Vai, Joe Satriani)
- Brady Blade (Indigo Girls, Dave Matthews)
- John Boecklin (DevilDriver)
- Felix Bohnke (Edguy)
- George Botchway Ekow Amissah (Los Locos)
- Will Calhoun (Living Colour)
- Nick DeVirgilio (Spock's Beard, Tears for Fears)
- Liberty DeVitto (Billy Joel)
- Dom Famularo (Buddy Rich Big Band, B.B. King, Lionel Hampton)
- Frost (Satyricon)
- Alfredo Golino (Eros Ramazzotti, Mina, Vasco Rossi, Fiorella Mannoia)
- Waldo Madera (Ricky Martin)
- Jerry O'Neil (Voodoo Glow Skulls)
- Doug Pellerin (Otep)
- Giovanni Pezzoli (Stadio)
- Mike Portnoy (Dream Theater)
- Aquiles Priester (Angra, Vinnie Moore, Paul Di'Anno)
- Walfredo Reyes Jr. (Steve Winwood)
- Steve Jocz (Sum 41)
- Mylious Johnson (Pink (cantante), Jovanotti, Tiziano Ferro)
- Josh Devine (One Direction)
- Damien Schmitt (Alain Caron, Jean-Luc Ponty, Bireli Lagrène, Hadrien Ferraud, Dam'nco)